# Copa Santa Catarina
La Copa Santa Catarina es el segundo torneo de fútbol en importancia en el estado de Santa Catarina, detrás sólo del Campeonato Catarinense. El campeón clasifica a la Copa de Brasil y a la Recopa Catarinense.

## Títulos por equipo
| Club             | Títulos                          | Finales                    |
| ---------------- | -------------------------------- | -------------------------- |
| Joinville        | 5 (2009, 2011, 2012, 2013, 2020) | 4 (1995, 2007, 2008, 2010) |
| Brusque          | 5 (1992, 2008, 2010, 2018, 2019) | 3 (1990, 2011, 2017)       |
| Marcílio Dias    | 3 (2007, 2022, 2023)             | 3 (2012, 2019, 2024)       |
| Figueirense      | 3 (1990, 1996, 2021)             | 2 (1991, 1993)             |
| Concórdia        | 1 (2024)                         | 2 (2020, 2023)             |
| Chapecoense      | 1 (2006)                         | 1 (1996)                   |
| Criciúma         | 1 (1993)                         | 1 (1998)                   |
| Araranguá        | 1 (1991)                         | 0                          |
| Avaí             | 1 (1995)                         | 0                          |
| Tubarão FC       | 1 (1998)                         | 0                          |
| Atlético Tubarão | 1 (2017)                         | 0                          |
| Metropolitano    | 0                                | 2 (2009, 2013)             |
| Hercílio Luz     | 0                                | 2 (2018, 2022)             |
| Internacional-SC | 0                                | 1 (1992)                   |
| Próspera         | 0                                | 1 (2006)                   |
| Juventus         | 0                                | 1 (2021)                   |

## Goleadores
| Año                    | Jugador          | Club               | Goles | Ref.  |
| ---------------------- | ---------------- | ------------------ | ----- | ----- |
| 1990–1998: Desconocido |                  |                    |       |       |
| 2006                   | Maicon Leal      | Chapecoense        | 3     |       |
| 2007: Desconocido      |                  |                    |       |       |
| 2008                   | Lima             | Joinville          | 5     |       |
| 2009                   | Lima             | Joinville          | 15    |       |
| 2010                   | Lima             | Joinville          | 11    |       |
| 2010                   | Rafael Xavier    | Brusque            | 11    |       |
| 2011                   | Lima             | Joinville          | 6     |       |
| 2012                   | Rafael Costa     | Joinville          | 5     |       |
| 2013                   | Clebinho         | Guarani de Palhoça | 6     |       |
| 2013                   | Matheus Gaúcho   | Guarani de Palhoça | 6     |       |
| 2017                   | Edu              | Brusque            | 8     | [ 1 ] |
| 2018                   | Conrado          | Hercílio Luz       | 8     | [ 2 ] |
| 2018                   | Juninho Tardelli | Marcílio Dias      | 8     | [ 2 ] |
| 2019                   | Moisés           | Brusque            | 9     | [ 3 ] |
| 2020                   | Gustavinho       | Joinville          | 5     | [ 4 ] |
| 2020                   | Zé Vitor         | Marcílio Dias      | 5     | [ 4 ] |
| 2021                   | Marllon          | Juventus           | 6     |       |
| 2022                   | Lucas            | Hercílio Luz       | 4     |       |
| 2022                   | Luiz Fernando    | Marcílio Dias      | 4     |       |
| 2023                   | Gustavo Poffo    | Marcílio Dias      | 6     |       |
| 2024                   | Saymon           | Barra              | 4     | [ 5 ] |